# Старая Пивъю
Старая Пивъю (устар. Старая Пив-Ю) — река в России, течёт по территории Усть-Куломского района Республики Коми. Устье реки находится в 63 км по правому берегу реки Пивъю на высоте 139 м над уровнем моря. Длина реки составляет 23 км.
В 5 км от устья, по правому берегу реки впадает река Ичетью

## Данные водного реестра
По данным государственного водного реестра России относится к Двинско-Печорскому бассейновому округу, водохозяйственный участок реки — Вычегда от истока до города Сыктывкар, речной подбассейн реки — Вычегда. Речной бассейн реки — Северная Двина.
Код объекта в государственном водном реестре — 03020200112103000015746.